# Стінна ящірка далматська
Стінна ящірка далматська (Podarcis melisellensis) — вид ящірок родини справжніх ящірок (Lacertidae). Один із 28 видів роду. Ендемік східно-адріатичного узбережжя Південної Європи. Мешканець середземноморських гірських і прилеглих рівнинних ландшафтів. Вид охороняється Бернською конвенцією та Директивою Європейського Союзу 92/43/ЄС «Про збереження природних оселищ та видів природної фауни і флори». Описано 14 підвидів.

## Опис

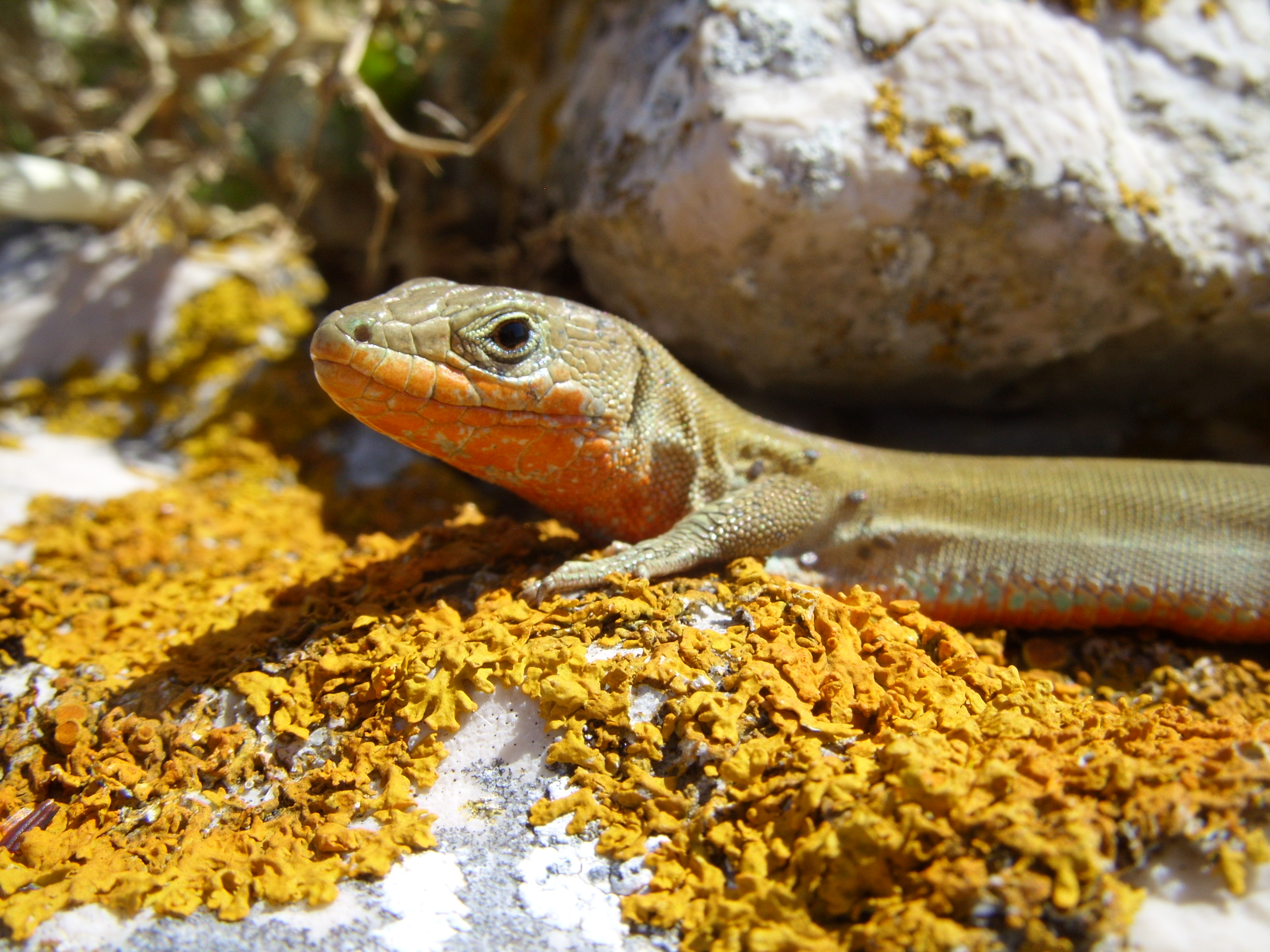
Самиця з однотонним забарвленням

Невелика ящірка до 22 см завдовжки (L. + L.cd.). Довжина тіла від кінчика морди до клоаки (L.) до 6,5 см. Хвіст (L.cd.) вдвічі перевищує довжину тулуба з головою. Самці більші за самиць. Для виду характерні значні відмінності за розмірами та забарвленням тіла між різними популяціями, особливо острівними, що стало причиною виділення багатьох підвидів. Голова висока, пірамідальна. Морда дещо коротша і тупіша, ніж в ящірки італійської. Спина вкрита відносно дрібною, гладенькою й блискучою лускою, голова — великими парними і непарними щитками.
Забарвлена верхньої частини тіла менш контрастне, ніж в інших стінних ящірок. Часто зустрічають однорідно забарвлені особини. Уздовж хребта проходить короткий ряд плям, який зазвичай розпадається і часто не досягає шиї. Темний дорсо-латеральний ряд плям вузький, іноді зрощений в одну темну смугу, облямовану блідою дорсо-латеральною лінією. У самців понад 60 % зовнішньої черевної луски блакитного кольору (значно більше, ніж в ящірки італійської). На відміну від більшості стінних ящірок, черево зазвичай без плям. У дорослих самців черево часто помаранчеве або червоне, але також може бути білим або навіть синюшним. Око зазвичай не забарвлене в мідний колір (як у ящірки мурової).

## Поширення

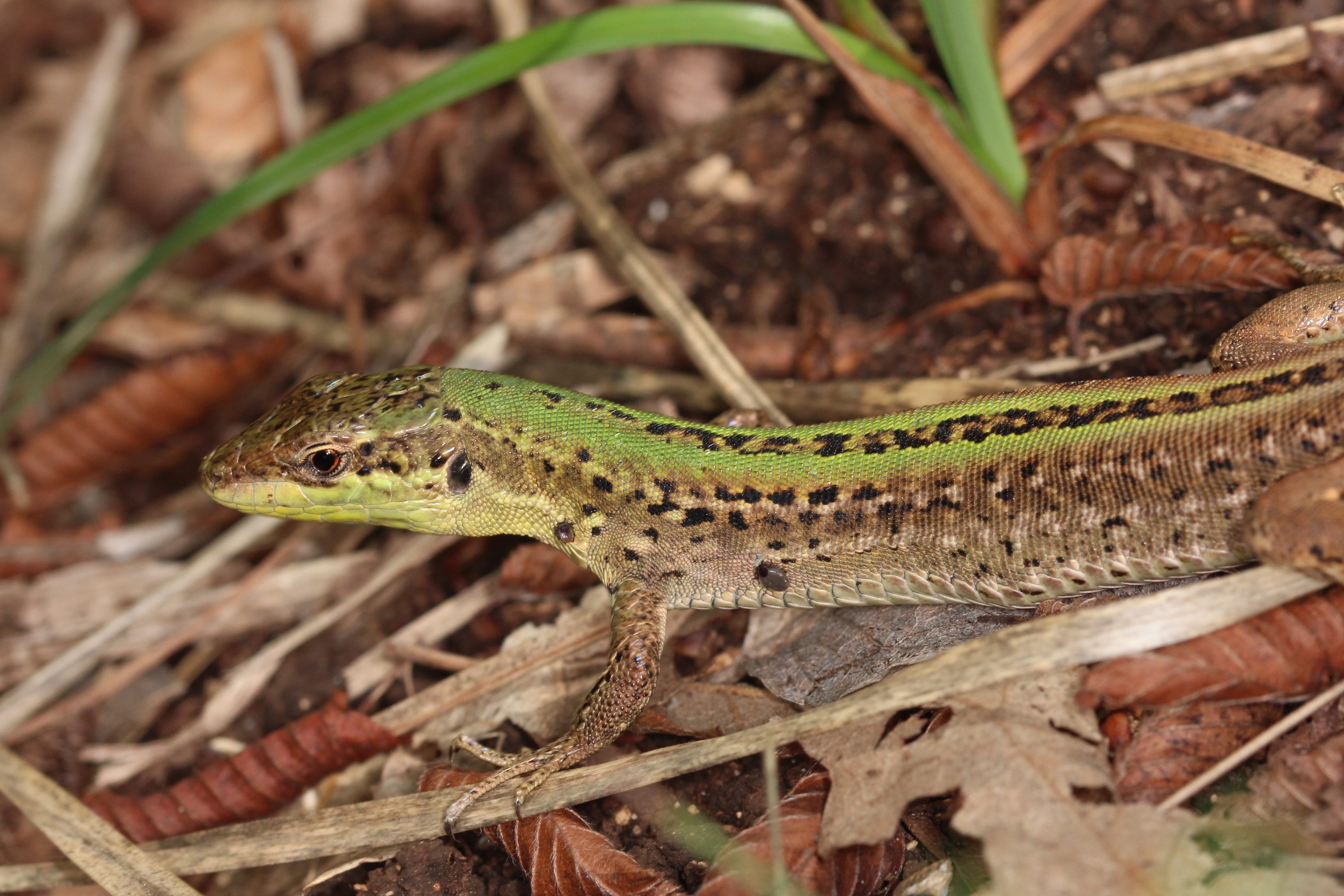
Стінна ящірка далматська в Хорватії

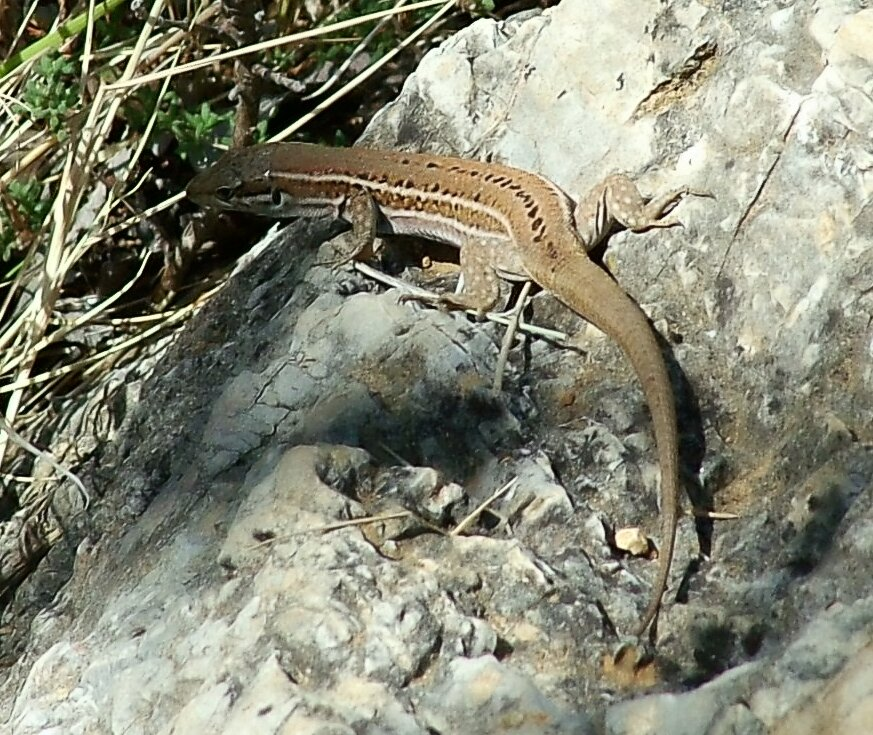
У Далмації

Ендемік східно-адріатичного узбережжя Південної Європи. Вид поширений у Північній Італії (поблизу Монфальконе), Південній Словенії, прибережних територіях Хорватії, Італії, Боснії та Герцеговини, Чорногорії та Північно-Західної Албанії, на численних прилеглих великих і малих островах.

## Місця проживання
Займає широкий спектр відкритих біотопів, але, як правило, зустрічається дещо рідше поблизу людського житла та серед деревно-чагарникової рослинності (наприклад, садів і рідколісь), ніж стінна ящірка італійська. З іншого боку, на більшій висоті та у вологіших місцях, має тенденцію до заміни на ящірку мурову. Зустрічається від рівня моря до висоти 1400 м.

## Особливості біології
Звичайний вид стінних ящірок, місцями досить численний. Добре лазить по деревах, але рідше, ніж інші ящірки. При зустрічі з людиною поводиться обережно і близько не підпускає. Активна з лютого по листопад, але це відрізняється між популяціями. На деяких островах ящірки активні протягом року.
Стінна ящірка далматська належить до яйцекладних плазунів. Самці територіальні й під час шлюбного періоду активно охороняють індивідуальні ділянки й залицяються до самок. Парування відбувається з квітня по травень. Самиці відкладають яйця кілька разів на рік, кожна з кладок складається з 2—8 яєць. Молодь з'являється в липні.
Харчовий раціон ящірок досить широкий і складається з різноманітних безхребетних, але вони можуть також вживати в їжу невелику порцію рослин.

## Охорона
Стан більшості природних популяцій виду в межах ареалу залишається більш-менш стабільним. Саме тому він, згідно з Червоним списком МСОП, отримав охоронний статус "відносно благополучний вид». Але в окремих регіонах спостерігається тенденція до зниження чисельності популяції виду, що потребує запровадження охоронних заходів. Тому стінна ящірка далматська занесена до Додатку ІІ Бернської конвенції (охоронна категорія: вид підлягає особливій охороні), а також охороняється Директивою Європейського Союзу 92/43/ЄС «Про збереження природних оселищ та видів природної фауни і флори» (Додаток IV. Види рослин і тварин, що становлять особливий інтерес для Європейського Союзу, які потребують суворих заходів охорони).

## Систематика
Один із 28 видів роду стінних ящірок (Podarcis).
Описано численні підвиди, більшість з яких, на думку ряду європейських герпетологів, недійсні з огляду на генетичні дані. Станом на 2024 рік описано 14 підвидів:
- Podarcis melisellensis aeoli
- Podarcis melisellensis bokicae
- Podarcis melisellensis curzolensis
- Podarcis melisellensis digenea
- Podarcis melisellensis fiumanus
- Podarcis melisellensis gigas
- Podarcis melisellensis jidulae
- Podarcis melisellensis kammereri
- Podarcis melisellensis kornatica
- Podarcis melisellensis lissana
- Podarcis melisellensis melisellensis
- Podarcis melisellensis mikavicae
- Podarcis melisellensis pomoensis
- Podarcis melisellensis thetidis